# Roger Townshend (1er baronnet)
Roger Townshend, 1er baronnet (c.1596 - 1er janvier 1637), est un propriétaire terrien et homme politique anglais qui siège à la Chambre des communes dans deux parlements entre 1621 et 1629.

## Famille

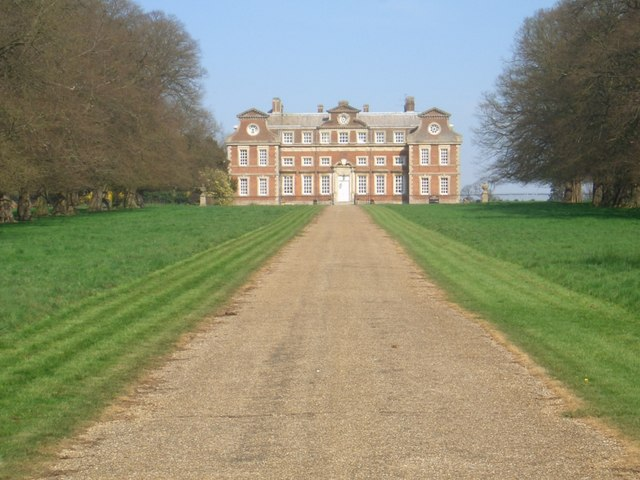
Raynham Hall

Il est le fils de John Townshend (mort en 1603) de Raynham, Norfolk et sa femme Anne Bacon (1573-1622), l'aînée des trois filles de Nathaniel Bacon (c.1546-1622) par sa première épouse, Anne Gresham (d.1594) la fille illégitime de Thomas Gresham .
Il est le petit-fils de Roger Townshend (courtisan) (en) (mort en 1590) et Jane Stanhope (c.1547-1618), la fille de Michael Stanhope (mort en 1552) (en) de Shelford, Nottinghamshire. Après la mort de Sir Roger Townshend (mort en 1590), sa veuve, Jane, épouse Henry Berkeley (7e baron Berkeley).

## Carrière
Townshend hérite de Raynham lorsque son père, John Townshend, meurt le 2 août 1603 d'une blessure reçue lors d'un duel avec un parent, Matthew Browne.
En 1617, il est créé baronnet de Raynham dans le comté de Norfolk. Il commence la construction du siège familial de Raynham Hall conçu par l'architecte Inigo Jones en 1619.
En 1621, Townsend est élu député d'Orford. Il est élu député de Norfolk en 1628 et siège jusqu'en 1629 lorsque le roi Charles décide de régner sans parlement pendant onze ans. Il est shérif de Norfolk en 1629.
Townshend est très estimé pour sa charité et sa munificence. Il meurt à l'âge de 41 ans et est enterré dans l'église d'East Raynham.

## Mariage et descendance

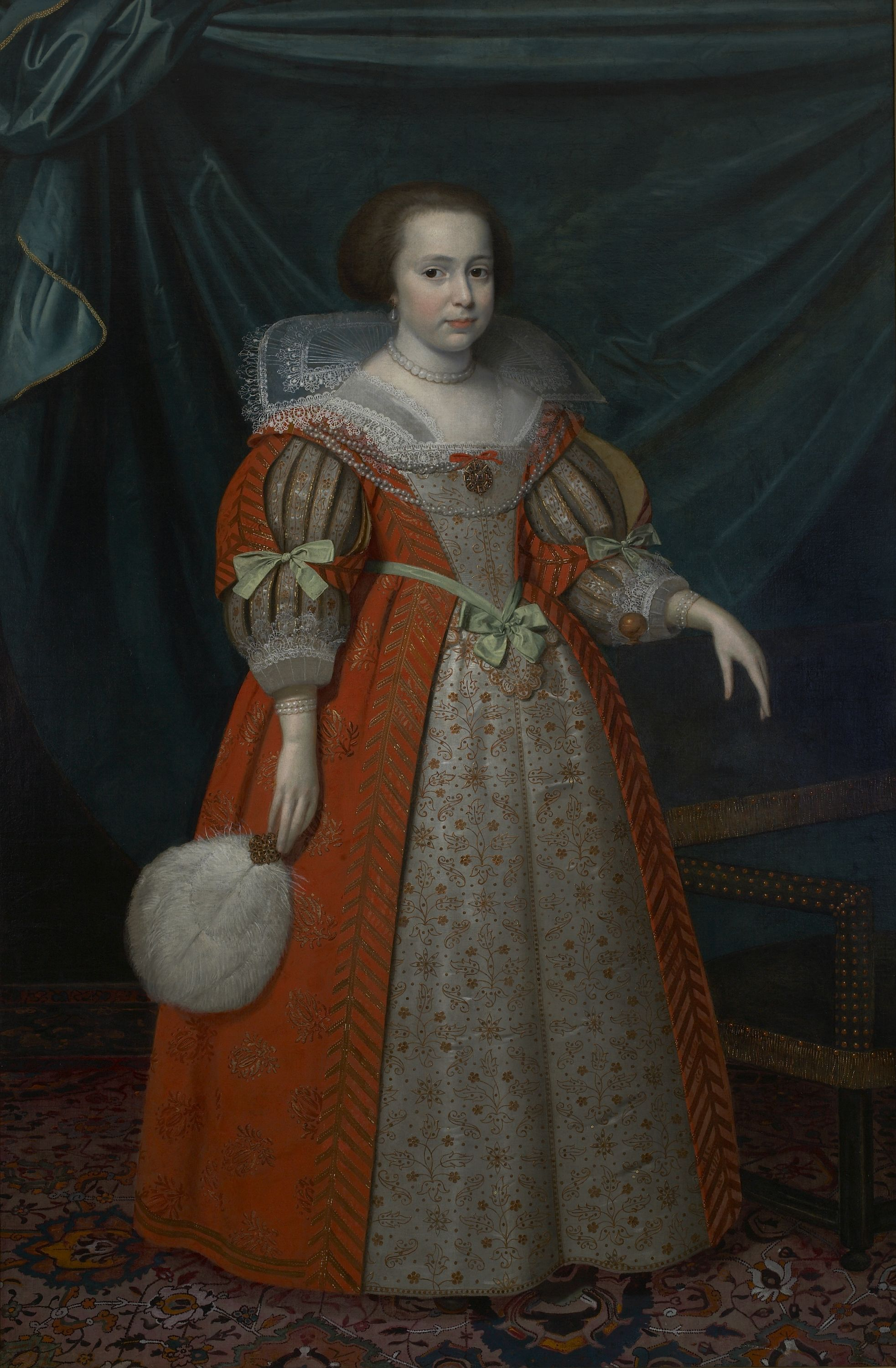
Mary de Vere, Lady Townshend

Townsend épouse en 1628 ou avant, Mary de Vere, fille d'Horace Vere (1er baron Vere de Tilbury). Son fils aîné, Roger, lui succède à la baronnie. Son fils cadet, Horatio, lui succède au rang de baronnet en 1648, et est plus tard élevé à la pairie en tant que vicomte Townshend.
Sa veuve épouse Mildmay Fane (2e comte de Westmorland) le 21 juin 1638, à Hackney.